# (5025) Mecisteus
(5025) Mecisteus – planetoida z grupy trojańczyków Jowisza (obóz grecki) okrążająca Słońce w ciągu 11 lat i 317 dni w średniej odległości 5,2 j.a. Została odkryta 5 października 1986 przez Milana Antala w Obserwatorium Astronomicznym UMK w Piwnicach koło Torunia. Nazwa planetoidy pochodzi od Mekisteusa – jednego z uczestników wojny trojańskiej, który zginął wraz z ojcem Echiusem podczas obrony achajskich statków; wcześniej na polu bitwy pomógł rannym Teukrosowi i Hypsenorowi.